# Ausschuss für Digitales und Staatsmodernisierung
Der Ausschuss für Digitales und Staatsmodernisierung (zuvor: Ausschuss für Digitales, Ausschuss Digitale Agenda) ist seit seiner Einrichtung im Jahr 2014 während der 18. Legislaturperiode ein ständiger Bundestagsausschuss.

## Aufgaben
Der Ausschuss ist beratend an allen Gesetzentwürfen, Anträgen, Berichten sowie EU-Vorlagen zum Thema Netzpolitik beteiligt. Er befasst sich mit Digitalisierung, Vernetzung und digitalem Wandel.

## Geschichte
In der 17. Wahlperiode gab es vom 5. Mai 2010 bis 5. April 2013 die Enquete-Kommission Internet und digitale Gesellschaft. In dessen Folge entschied der 18. Deutsche Bundestag am 13. Februar 2014 einstimmig, einen ständigen Ausschuss mit dem Namen „Digitale Agenda“ einzusetzen. Ursprünglich sollte der Ausschuss bereits am 19. Dezember 2013 eingesetzt werden, jedoch gab es Unstimmigkeiten über die Aufgaben des Ausschusses und ob er federführende Zuständigkeiten bekommen soll. In der Bundestags-Debatte am 13. Februar 2014 kritisierte die Opposition, dass in dem Einsetzungsantrag nicht geklärt ist, ob der Ausschuss auch federführend oder nur beratend ist. Am 19. Februar 2014 fand die konstituierende Sitzung statt. 2021 wurde mit der 20. Legislaturperiode der Name in Ausschuss für Digitales geändert. In der 21. Wahlperiode wurde der Name erneut geändert in Ausschuss für Digitales und Staatsmodernisierung – analog zum im Kabinett Merz neu eingerichteten Ressort Bundesministerium für Digitales und Staatsmodernisierung.
| Legislaturperiode | Name                                             | Mitgliederzahl | Vorsitz                                        | Stellvertretender Vorsitz |
| ----------------- | ------------------------------------------------ | -------------- | ---------------------------------------------- | ------------------------- |
| 18.               | Ausschuss Digitale Agenda                        | 16             | Jens Koeppen (CDU/CSU)                         | Gerold Reichenbach (SPD)  |
| 19.               | Ausschuss Digitale Agenda                        | 22             | Jimmy Schulz (FDP) Bis zum 25. November 2019   | Hansjörg Durz (CDU/CSU)   |
| 19.               | Ausschuss Digitale Agenda                        | 22             | Manuel Höferlin (FDP) Ab dem 18. Dezember 2019 | Hansjörg Durz (CDU/CSU)   |
| 20.               | Ausschuss für Digitales                          | 34             | Tabea Rößner (Grüne)                           | Anna Kassautzki (SPD)     |
| 21.               | Ausschuss für Digitales und Staatsmodernisierung | 30             | Hansjörg Durz (CSU)                            |                           |

## Mitglieder

### 21. Legislaturperiode
| CDU/CSU                      | AfD                    | SPD                    | Grüne                  | Linke                  |
| Ordentliche Mitglieder       | Ordentliche Mitglieder | Ordentliche Mitglieder | Ordentliche Mitglieder | Ordentliche Mitglieder |
| ---------------------------- | ---------------------- | ---------------------- | ---------------------- | ---------------------- |
| Hansjörg Durz (Vorsitzender) | Alexander Arpaschi     | Daniel Bettermann      | Jeanne Dillschneider*  | Anne-Mieke Bremer      |
| Ralph Brinkhaus              | Tobias Ebenberger      | Marvi Parsa            | Moritz Heuberger       | Sonja Lemke            |
| Joachim Elbmeyer             | Lars Haise             | Johannes Schätzl*      | Rebecca Lenhard        | Donata Vogtschmidt*    |
| Franziska Hoppermann         | Robin Jünger*          | Carolin Wagner         | Anna Lührmann          |                        |
| Konrad Körner                | Sebastian Maack        | Maja Wallstein         |                        |                        |
| Thomas Pauls                 | Edgar Naujok           | Matthias David Mieves  |                        |                        |
| Martin Plum                  | Ruben Rupp             |                        |                        |                        |
| Markus Reichel               |                        |                        |                        |                        |
| Henri Schmidt                |                        |                        |                        |                        |
| Marvin Schulz                |                        |                        |                        |                        |
| Stellvertretende Mitglieder  |                        |                        |                        |                        |
| Marc Biadacz                 | Micha Fehre            | Jakob Blankenburg      | Karl Bär               | Doris Achelwilm        |
| Florian Dorn                 | Ronald Gläser          | Holger Mann            | Franziska Brantner     | Clara Bünger           |
| Bastian Ernst                | Steffen Janich         | Anja Troff-Schaffarzyk | Victoria Broßart       | Cem Hamit Ince         |
| Marc Henrichmann             | Michael Kaufmann       | N.N.                   | Sandra Stein           |                        |
| Hendrik Hoppenstedt          | Jörg König             |                        |                        |                        |
| Ronja Kemmer                 | Thomas Max Ladzinski   |                        |                        |                        |
| Stephan Pilsinger            | Beatrix von Storch     |                        |                        |                        |
| Jan-Wilhelm Pohlmann         |                        |                        |                        |                        |
| Catarina dos Santos-Wintz    |                        |                        |                        |                        |
| Johannes Steiniger           |                        |                        |                        |                        |

* Obleute; ** Sprecher

### 20. Legislaturperiode
In der 20. Legislaturperiode wurde der Ausschuss für Digitales am 9. Dezember 2021 mit 34 ordentlichen Mitgliedern eingesetzt, davon zehn Mitglieder der SPD-Bundestagsfraktion, neun Mitglieder der CDU/CSU-Bundestagsfraktion, fünf Mitglieder der Bundestagsfraktion Bündnis 90/Die Grünen, je vier Mitglieder der FDP-Bundestagsfraktion und der AfD-Bundestagsfraktion, sowie zwei Mitglieder der Linksfraktion. Vorsitzende ist Tabea Rößner (Grüne), stellvertretende Vorsitzende Anna Kassautzki (SPD).
| SPD                                   | CDU/CSU                       | Grüne                      | FDP                        | AfD                    | Linke                  |
| Ordentliche Mitglieder                | Ordentliche Mitglieder        | Ordentliche Mitglieder     | Ordentliche Mitglieder     | Ordentliche Mitglieder | Ordentliche Mitglieder |
| ------------------------------------- | ----------------------------- | -------------------------- | -------------------------- | ---------------------- | ---------------------- |
| Anna Kassautzki (Stellv. Vorsitzende) | Marc Biadacz                  | Tabea Rößner (Vorsitzende) | Maximilian Funke-Kaiser ** | Joana Cotar *          | Anke Domscheit-Berg *  |
| Holger Becker                         | Reinhard Brandl**             | Maik Außendorf**           | Maximilian Mordhorst       | Barbara Lenk           | Petra Sitte            |
| Parsa Marvi                           | Hansjörg Durz                 | Tobias Bacherle *          | Volker Redder *            | Eugen Schmidt          |                        |
| Robin Mesarosch                       | Franziska Hoppermann          | Misbah Khan                | Frank Schäffler            | Beatrix von Storch     |                        |
| Matthias David Mieves                 | Thomas Jarzombek              | Stefan Gelbhaar            |                            |                        |                        |
| Falko Mohrs                           | Ronja Kemmer *                |                            |                            |                        |                        |
| Johannes Schätzl                      | Markus Reichel                |                            |                            |                        |                        |
| Carolin Wagner                        | Catarina dos Santos Firnhaber |                            |                            |                        |                        |
| Jens Zimmermann *                     | Nicolas Zippelius             |                            |                            |                        |                        |
| Armand Zorn                           |                               |                            |                            |                        |                        |
| Stellvertretende Mitglieder           |                               |                            |                            |                        |                        |
| Martin Diedenhofen                    | Dorothee Bär                  | Karl Bär                   | Mario Brandenburg          | Nicole Höchst          | Petra Pau              |
| Saskia Esken                          | Florian Hahn                  | Anna Christmann            | Manuel Höferlin            | Jörn König             | Heidi Reichinnek       |
| Elisabeth Kaiser                      | Matthias Hauer                | Sabine Grützmacher         | Carina Konrad              | Edgar Naujok           |                        |
| Tim Klüssendorf                       | Thomas Heilmann               | Maria Klein-Schmeink       | Michael Kruse              | Wolfgang Wiehle        |                        |
| Kevin Leiser                          | Marc Henrichmann              | Konstantin von Notz        |                            |                        |                        |
| Detlef Müller                         | Jan Metzler                   |                            |                            |                        |                        |
| Mathias Papendieck                    | Florian Müller                |                            |                            |                        |                        |
| Jens Peick                            | Nadine Schön                  |                            |                            |                        |                        |
| Daniel Schneider                      | Johannes Steiniger            |                            |                            |                        |                        |
| N.N.                                  |                               |                            |                            |                        |                        |

* Obleute; ** Sprecher

### 19. Legislaturperiode
In der 19. Legislaturperiode wurde der Ausschuss Digitale Agenda mit 22 ordentlichen Mitgliedern eingesetzt, davon sieben Mitglieder der CDU/CSU-Bundestagsfraktion, fünf Mitglieder der SPD-Bundestagsfraktion, drei Mitglieder der AfD-Fraktion, sowie je zwei Mitgliedern der Linksfraktion und der Bundestagsfraktion Bündnis 90/Die Grünen. Hinzu kam ein fraktionsloses beratendes Mitglied. Vorsitzender war bis zu seinem Tod am 25. November 2019 der Abgeordnete Jimmy Schulz (FDP). Am 18. Dezember 2019 wurde Manuel Höferlin (FDP) zum neuen Vorsitzenden gewählt.
| CDU/CSU                              | SPD                    | AfD                    | FDP                                                     | Linke                  | Grüne                  |
| Ordentliche Mitglieder               | Ordentliche Mitglieder | Ordentliche Mitglieder | Ordentliche Mitglieder                                  | Ordentliche Mitglieder | Ordentliche Mitglieder |
| ------------------------------------ | ---------------------- | ---------------------- | ------------------------------------------------------- | ---------------------- | ---------------------- |
| Hansjörg Durz (Stellv. Vorsitzender) | Joe Weingarten         | Joana Cotar *          | Manuel Höferlin (Vorsitzender) Ab dem 18. Dezember 2019 | Anke Domscheit-Berg *  | Dieter Janecek *       |
| Maik Beermann *                      | Gustav Herzog          | Michael Espendiller    | Mario Brandenburg *                                     | Petra Sitte            | Anna Christmann        |
| Matthias Hauer                       | Elvan Korkmaz          | Uwe Schulz             | Jimmy Schulz (Vorsitzender) Bis zum 25. November 2019   |                        |                        |
| Ronja Kemmer                         | Falko Mohrs            |                        |                                                         |                        |                        |
| Thomas Heilmann                      | Jens Zimmermann *      |                        |                                                         |                        |                        |
| Tankred Schipanski **                |                        |                        |                                                         |                        |                        |
| Stefan Sauer                         |                        |                        |                                                         |                        |                        |
| Stellvertretende Mitglieder          |                        |                        |                                                         |                        |                        |
| Marc Biadacz                         | Sören Bartol           | Marcus Bühl            | Katharina Willkomm                                      | Niema Movassat         | Danyal Bayaz           |
| Hans-Peter Friedrich                 | Martin Gerster         | Jörn König             | Frank Sitta                                             | Petra Pau              | Tabea Rößner           |
| Roy Kühne                            | Elisabeth Kaiser       | Wolfgang Wiehle        |                                                         |                        |                        |
| Andreas Nick                         | Lars Klingbeil         |                        |                                                         |                        |                        |
| Nadine Schön                         | Svenja Stadler         |                        |                                                         |                        |                        |
| Kai Whittaker                        |                        |                        |                                                         |                        |                        |
| Sebastian Steineke                   |                        |                        |                                                         |                        |                        |
| Beratende Mitglieder                 |                        |                        |                                                         |                        |                        |
| Uwe Kamann (fraktionslos)            |                        |                        |                                                         |                        |                        |

* Obleute; ** Sprecher

### 18. Legislaturperiode

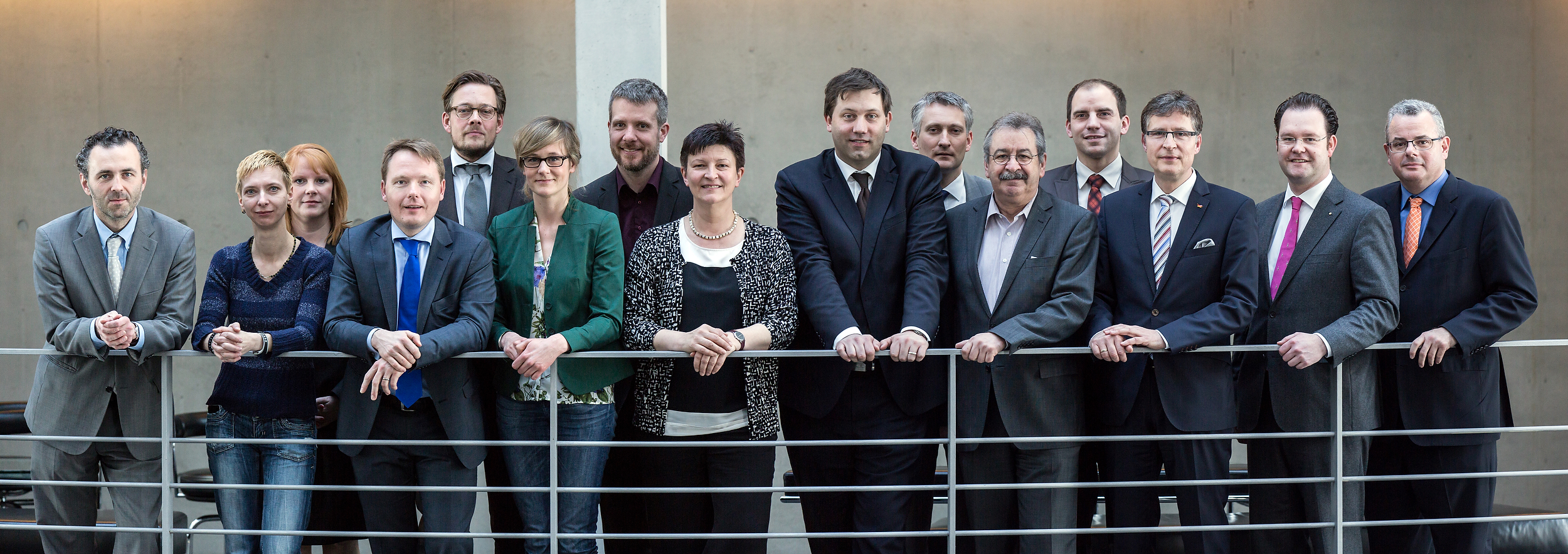
Mitglieder des Bundestagsausschusses Digitale Agenda im März 2014

In der 18. Legislaturperiode wurde der Ausschuss Digitale Agenda am 13. Februar 2014 mit 16 ordentlichen Mitgliedern eingesetzt, davon sieben Mitglieder der CDU/CSU-Bundestagsfraktion, fünf Mitglieder der SPD-Bundestagsfraktion, sowie je zwei Mitgliedern der Linksfraktion und der Bundestagsfraktion Bündnis 90/Die Grünen. Vorsitzender war Jens Koeppen (CDU/CSU), stellvertretender Vorsitzender Gerold Reichenbach (SPD).
| CDU/CSU                     | SPD                                       | Linke                  | Grüne                  |
| Ordentliche Mitglieder      | Ordentliche Mitglieder                    | Ordentliche Mitglieder | Ordentliche Mitglieder |
| --------------------------- | ----------------------------------------- | ---------------------- | ---------------------- |
| Jens Koeppen (Vorsitzender) | Gerold Reichenbach (Stellv. Vorsitzender) | Petra Sitte            | Dieter Janecek         |
| Maik Beermann               | Saskia Esken                              | Halina Wawzyniak *     | Konstantin von Notz *  |
| Hansjörg Durz               | Christian Flisek                          |                        |                        |
| Thomas Jarzombek **         | Lars Klingbeil *                          |                        |                        |
| Andreas Nick                | Jens Zimmermann                           |                        |                        |
| Tankred Schipanski *        |                                           |                        |                        |
| Christina Schwarzer         |                                           |                        |                        |
| Stellvertretende Mitglieder |                                           |                        |                        |
| Bettina Hornhues            | Sören Bartol                              | Jan Korte              | Volker Beck            |
| Ulrich Lange                | Martin Dörmann                            | Petra Pau              | Tabea Rößner           |
| Nadine Schön                | Dirk Heidenblut                           |                        |                        |
| Peter Tauber                | Svenja Stadler                            |                        |                        |
| Marco Wanderwitz            | Carsten Träger                            |                        |                        |
| Marian Wendt                |                                           |                        |                        |
| Kai Whittaker               |                                           |                        |                        |

* Obleute; ** Sprecher